# Липники (Яворовский район)
Липники (укр. Липники) — село в Мостисской городской общине Яворовского района Львовской области Украины.
Население по переписи 2001 года составляло 580 человек. Занимает площадь 1,058 км². Почтовый индекс — 81360. Телефонный код — 3234.